# John O'Riley

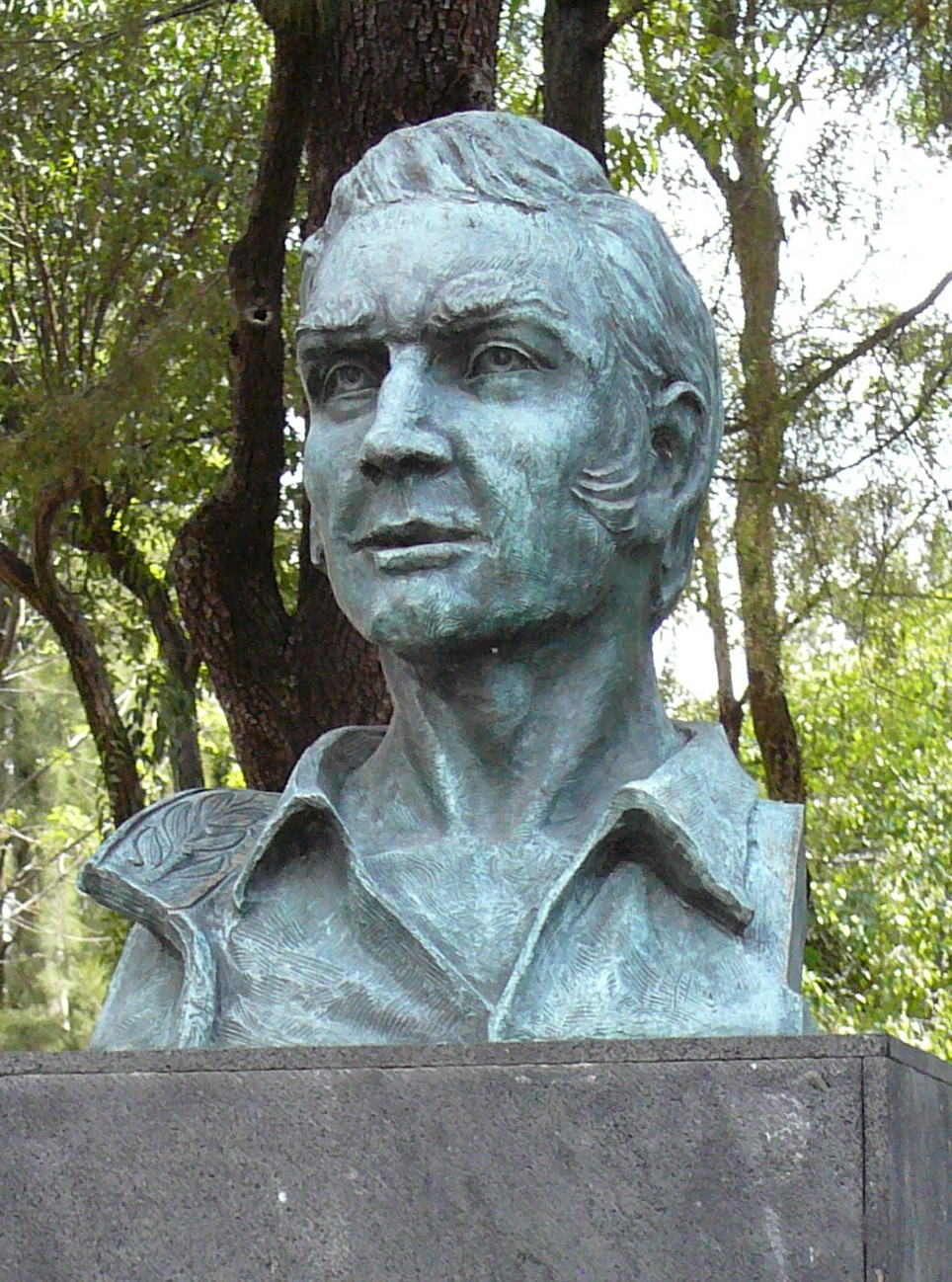
John O'Riley

John O'Riley (Clifden, 1805 - Veracruz, 1850) was een Iers-Amerikaans militair. Hij is vooral bekend als aanvoerder van het Bataljon van Sint-Patrick, dat tijdens de Mexicaans-Amerikaanse Oorlog deserteerde om aan de zijde van de Mexicanen te vechten. In Mexico staat hij bekend als Jon Riley.
O'Riley was geboren in de Connemara in Ierland maar emigreerde naar de Verenigde Staten, waar hij dienst nam in het leger. Hij klom op tot majoor en werd aanvoerder van een compagnie van het Vijfde Regiment der Infanterie van de Verenigde Staten. Kort voor het uitbreken van de oorlog tegen Mexico, besloot hij te deserteren, uit onvrede met het antikatholieke sentiment in de Verenigde Staten. O'Riley vormde samen met Patrick Dalton het Bataljon van Sint-Patrick (Saint Patrick's Batallion, San Patricios), bestaande uit andere gedeserteerde Ieren, met O'Riley als aanvoerder en zetten de strijd verder aan Mexicaanse zijde.
O'Riley vocht in de slag om Monterrey, de slag bij la Angostura, de slag bij Cerro Gordo en ten slotte de Slag bij Churubusco, vlak buiten Mexico-Stad, waar de laatste overlevenden van het baltajon door het Amerikaanse leger gevangengenomen werden. O'Riley werd voor een krijgsraad gesleept. In tegenstelling tot de meeste andere San Patricios kreeg hij niet de doodstraf, omdat hij al voor de oorlog was gedeserteerd, en werd in plaats daarvan tot zware dwangarbeid en brandmerking veroordeeld.
Lange tijd was men ervan uitgegaan dat Riley na de oorlog was teruggekeerd naar Ierland maar de auteur Robert Ryal Mille ontdekte in 1989 een overlijdenscertificaat van een geestelijke uit Veracruz waaruit bleek dat hij daar in 1850 was overleden, als gevolg van dronkenschap en zonder de sacramenten te hebben ontvangen. In zijn geboorteplaats Clifden staat er een standbeeld van O'Riley.